# 本朝水滸傳
《本朝水滸傳》（日语：『本朝水滸伝』）是建部綾足在江戶時代後期所著的讀本作品。改編自《水滸傳》，安永2年（1773年），前編10巻刊行。後編15巻是未完成的手抄本。

## 概要
描寫奈良時代末期，惠美押勝、和氣清麻呂、大伴家持等人對抗專橫的道鏡的長編物語。

## 關連項目
- 楊貴妃

## 外部連結
- 建部綾足の作品_本朝水滸伝前編 （页面存档备份，存于）
- 建部綾足の作品_本朝水滸伝後編 （页面存档备份，存于）